# 帕維爾·沃爾克基
帕維爾·沃爾克基（波蘭語：Paweł Woicki；1983年6月29日—）是一位波蘭排球運動員。他也是波蘭國家男子排球隊的一員，代表波蘭參加了2008年奧運會和2009年歐洲排球錦標賽的賽事。